# Linndale (Ohio)
Pour les articles homonymes, voir Linndale.
Linndale est un village américain situé dans le comté de Cuyahoga, dans l’Ohio. Selon le recensement de 2020, sa population est de 108 habitants.